# Amour-propre
 (mai 2020).
Si vous disposez d'ouvrages ou d'articles de référence ou si vous connaissez des sites web de qualité traitant du thème abordé ici, merci de compléter l'article en donnant les références utiles à sa vérifiabilité et en les liant à la section « Notes et références ».
L’amour-propre (en latin : amor proprius) est un amour immodéré pour soi-même, proche du narcissisme. Il désigne le pendant péjoratif de l'amour de soi (amor sui). En psychologie, l'amour-propre désigne l'appréciation subjective, généralement positive, qu'une personne porte sur elle-même. Il est synonyme de l'estime de soi.

## Concept

### Thomas d'Aquin et l'amour propre comme source de péchés
Thomas d'Aquin considère l'amor proprius comme une source de péchés.

### François de La Rochefoucauld
La Rochefoucauld, se fait le « dénonciateur de l'amour-propre et l'analyste, sinon l'admirateur, de son habileté protéiforme »; tout comme chez Mandeville qui a lu La Rochefoucauld, les hommes sont des créatures de passion et non de raison, et les motivations humaines sont fondamentalement l'amour-propre. Quelques Réflexions ou sentences et maximes morales — l’amour-propre ne saurait être favorable à ces Maximes dit La Rochefoucauld dans la Préface à la première édition, « comme elles traitent l’amour-propre de corrupteur de la raison, il ne manquera pas de prévenir l’esprit contre elles » — permet de s'en faire une idée : « L'amour-propre est le plus grand de tous les flatteurs »,  « L'amour-propre est plus habile que le plus habile homme du monde ».
Ce sont nos illusions que La Rochefoucauld veut détruire dit Jean Rohou,«  et non point notre inévitable amour-propre, qu'il veut seulement démasquer » ; quelquefois «  il débusque les déguisements de l'amour-propre en soulignant leur subtilité par de belles formule ». La Rochefoucauld est témoin de la vie de salon et de cour où se développe un « libéralisme psychologique », étape importante « entre deux grandes époques historiques », l'une théocratique et féodale, et l'autre le libérale. Mais contrairement à Mandeville qui en a l'intuition, et aux Lumières en général, La Rochefoucauld ne comprend pas « les avantages des comportements intéressés dans l'organisation politique des sociétés et dans l'économie ».

### Les Lumières
Les lumières — Mandeville, Hobbes, Rousseau, Adam Smith— font de l’amour-propre « une véritable thématique de recherche ».

#### Mandeville
D'après Mandeville dans La Fable des abeilles :

« Dès que la vertu, instruite par les ruses politiques, eut appris mille heureux tours de finesse, et qu’elle se fut liée d’amitié avec le vice, les plus scélérats faisaient quelque chose pour le bien commun.
Les fourberies de l’Etat conservaient le tout, quoique chaque citoyen s’en plaignît. L’harmonie dans un concert résulte d’une combinaison de sons qui sont directement opposés.  Ainsi les membres de la société, en suivant des routes absolument contraires, s’aidaient comme par dépit. La tempérance et la sobriété des uns facilitait l’ivrognerie et la gloutonnerie des autres. L’avarice, cette funeste racine de tous les maux, ce vice dénaturé et diabolique, était esclave du noble défaut de la prodigalité. Le luxe fastueux occupait des millions de pauvres. La vanité, cette passion si détestée, donnait de l’occupation à un plus grand nombre encore. L’envie même et l’amour-propre, ministres de l’industrie, faisaient fleurir les arts et le commerce. Les extravagances dans le manger et dans la diversité de mets, la somptuosité dans les équipages et dans les ameublements, malgré leur ridicule, faisaient la meilleure partie du négoce. »

La Remarque N, titrée « L'envie même et l'amour-propre, ministres de l'industrie, faisaient fleurir les arts et le commerce » traite entièrement du sujet.

#### Adam Smith
Mandeville introduit le self-liking

#### Rousseau et l'amour propre comme fixation exclusive
Jean-Jacques Rousseau est l'un des premiers penseurs à s'intéresser à l'amour propre dans la philosophie moderne. Il oppose l'amour propre à l'amour de soi. L'amour de soi est la tendance à rechercher sa propre conservation, ainsi que ce qui nous satisfait, dans un rapport intrinsèque à soi ; l'amour propre, lui, se définit dans un rapport extrinsèque à soi, à travers la comparaison à l'autre. Il s'agit d'une fixation exclusive et narcissique sur soi. 
L'amour propre n'est, pour Rousseau, qu'« un sentiment relatif, factice et né dans la société, qui porte chaque individu à faire plus de cas de soi que de tout autre, qui inspire aux hommes tous les maux qu’ils se font mutuellement et qui est la véritable source de l’honneur. »

### Maine de Biran et l'amour propre comme comparaison
Maine de Biran définit également l'amour propre par rapport à l'amour de soi. Là où l'amour de soi est un instinct vital de conservation, l'amour propre tient à des idées acquises, à des comparaisons qui s'établissent entre nous et les autres. L'amour-propre est une extension de l'amour de soi et peut lui servir de supplément. On s'aime dans les autres quand on ne peut plus s’aimer en soi-même d'une manière directe et immédiate. L'on revient ainsi à s'aimer médiatement, c'est-à-dire que nous (nous) rendons l’affection que des êtres chéris nous témoignent et que nous n'aurions pas sans eux.